# Georg Kolbe
Georg Kolbe (Waldheim, 1877—Berlim, 1947) foi um escultor alemão. Trabalhou em Paris, Roma, Leipzig e Berlim. De estilo classicista, posteriormente recebeu a influência do expressionismo.
Autor de obras como Die Tänzerin ("Dançarina"), o projeto de Monumento a Beethoven em Berlim, o Monumento aos Caídos na Guerra de Leipzig e Der Morgen ("A manhã"), no Pavilhão da Alemanha da Exposição Internacional de Barcelona (1929).

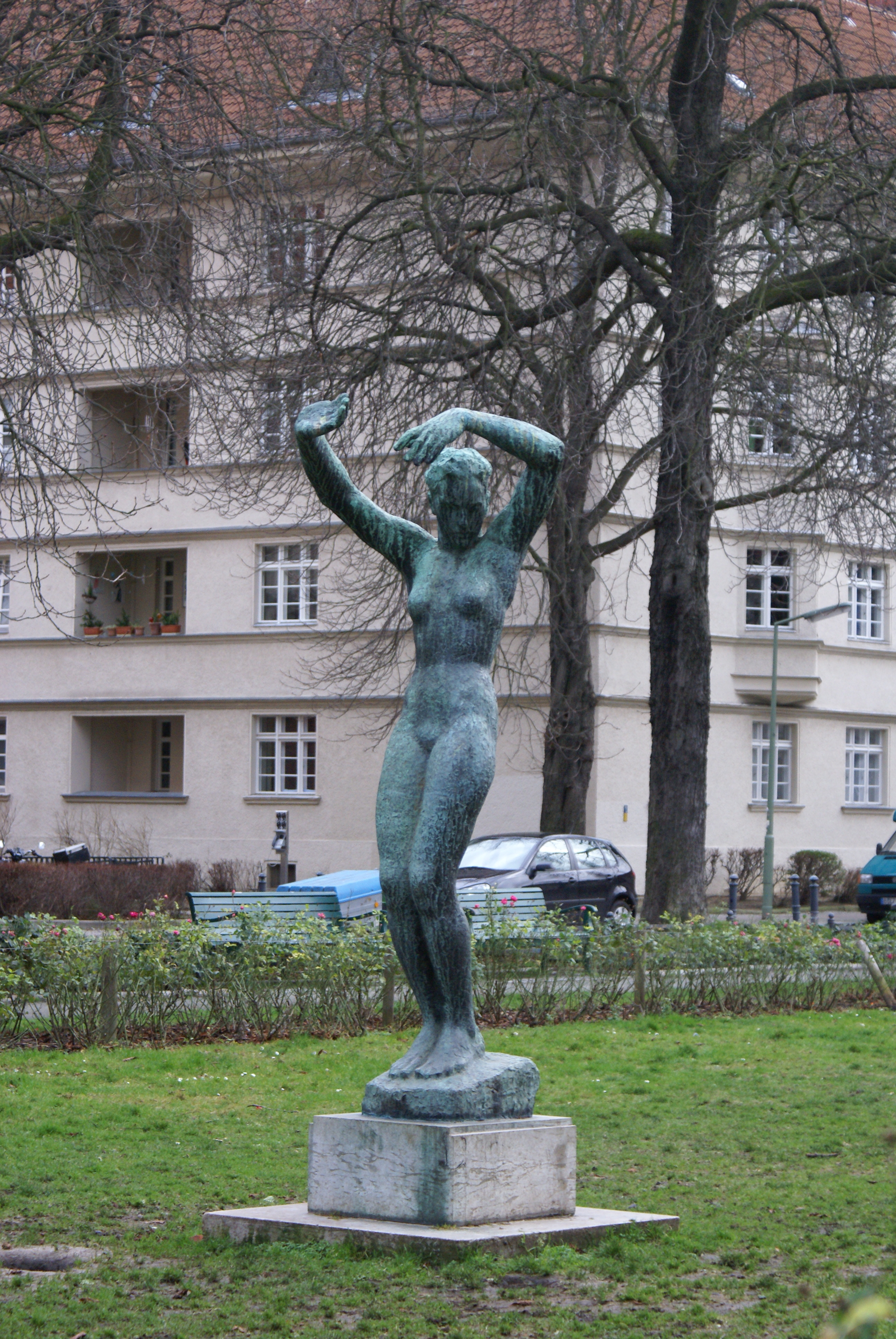
Der Morgen ("A manhã"), no Ceciliengärten de Berlim
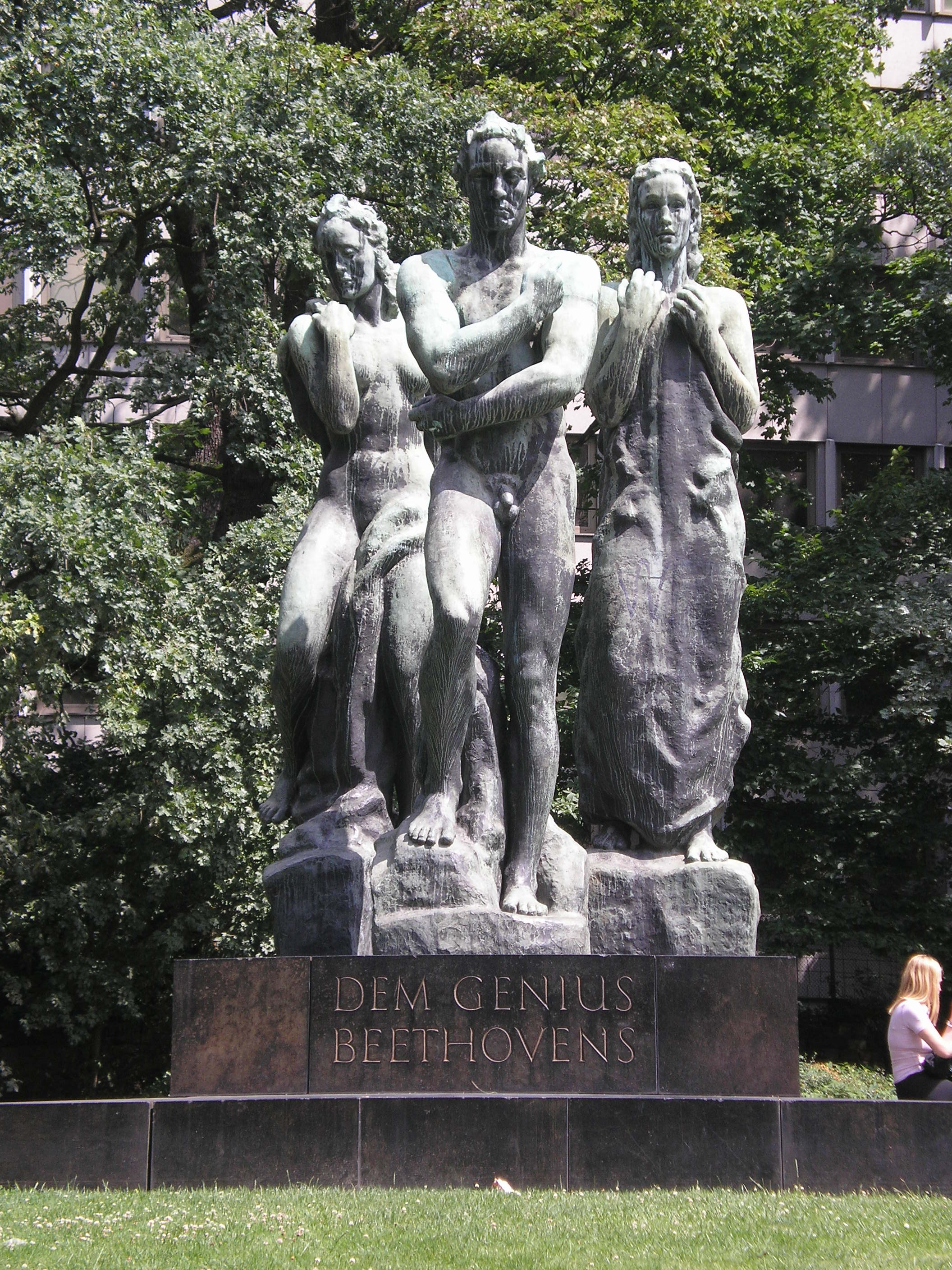
"Dem Genius Beethovens" em Frankfurt am Main